# Minmi
Minmi (Minmi) – opancerzony, roślinożerny dinozaur z grupy ankylozaurów.
Żył we wczesnej kredzie na terenach współczesnej Australii. Minmi był pierwszym dinozaurem pancernym znalezionym na półkuli południowej. Holotypem jest okaz QM F10329 z zachowanymi 11 kręgami grzbietowymi, pięcioma niekompletnymi żebrami, niekompletną dłonią, brzusznymi osteodermami i dwoma niezidentyfikowanymi elementami odkrytymi w osadach formacji Bungil w australijskim stanie Queensland. W swojej rewizji ankylozaurów Arbour i Currie (2016) stwierdzili, że holotyp Minmi paravertebra nie ma żadnych cech diagnostycznych, które nie występowałyby również u innych ankylozaurów; autorzy uznali ten gatunek za nomen dubium.
Poza holotypem M. paravertebra za możliwe szczątki przedstawicieli rodzaju Minmi uznawano skamieniałości sześciu wczesnokredowych ankylozaurów z Australii. Jednym z tych okazów jest okaz QM F18101, prawie kompletny szkielet odkryty w osadach mułowca Allaru w Queensland, pierwotnie sklasyfikowany jako przedstawiciel rodzaju Minmi o niepewnej przynależności gatunkowej. Jest to najbardziej kompletna i najlepiej opracowana skamieniałość dinozaura pochodząca z Australii; okaz był umieszczony w twardej skale, którą rozpuszczono słabym kwasem, przy czym całkowite odsłonięcie szkieletu trwało kilka lat. Leahey i współpracownicy (2015) ustanowili ten okaz holotypem odrębnego gatunku Kunbarrasaurus ieversi.

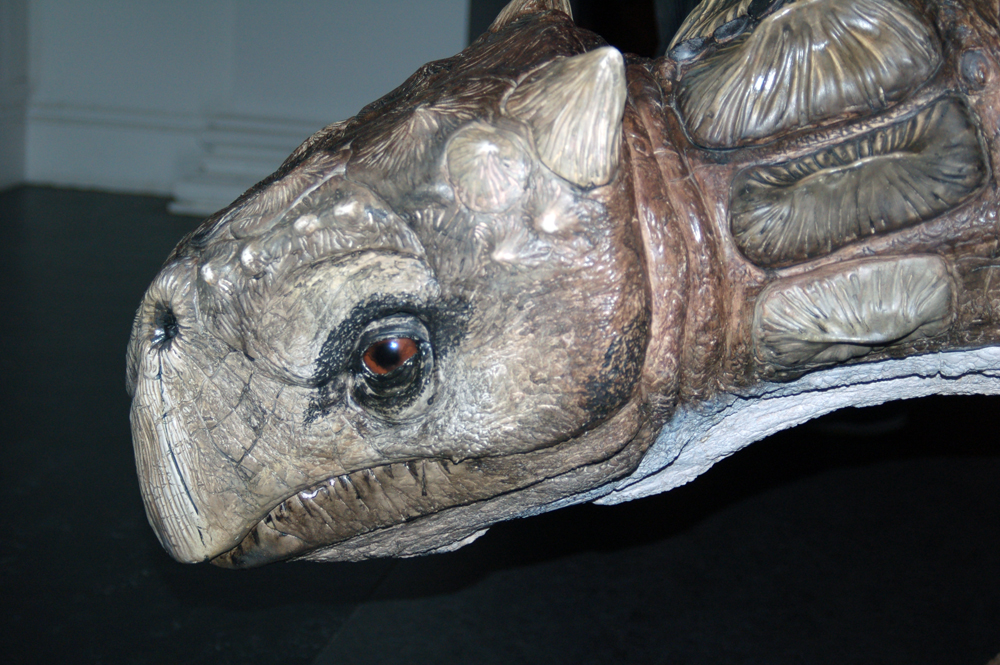
Fragment modelu Minmi paravertebra (Australian Museum, Sydney)